# Конверт

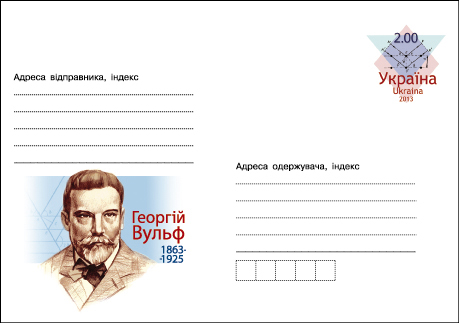
Конверт, присвячений 150-річчю Георгія Вульфа (Укрпошта), Україна, 2013 рік

Конве́рт (нім. Kuvert, фр. couvert) — пакет з паперу або поліетилену для вкладання, зберігання і пересилки паперів та інших пласких предметів.
Поштовий конверт винайдений 1820 року в Англії.
За стандартами, прийнятими в Україні, на поштовому конверті з лицьового боку, у лівому верхньому кутку зазначається адреса відправника (адресанта), в правому нижньому кутку — адреса одержувача (адресат).

Конверт США, 1906 рік.
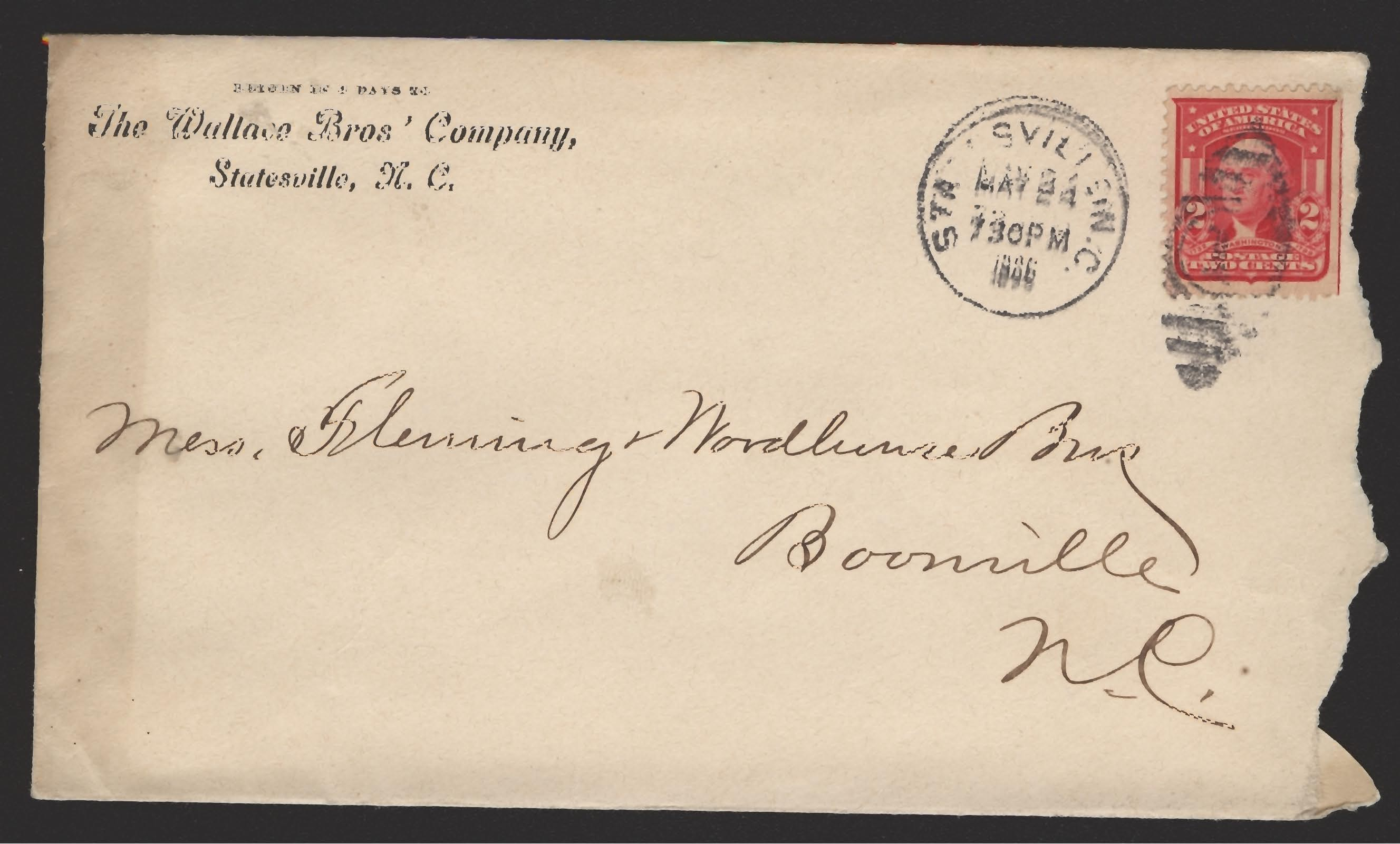
Лицьовий бік.
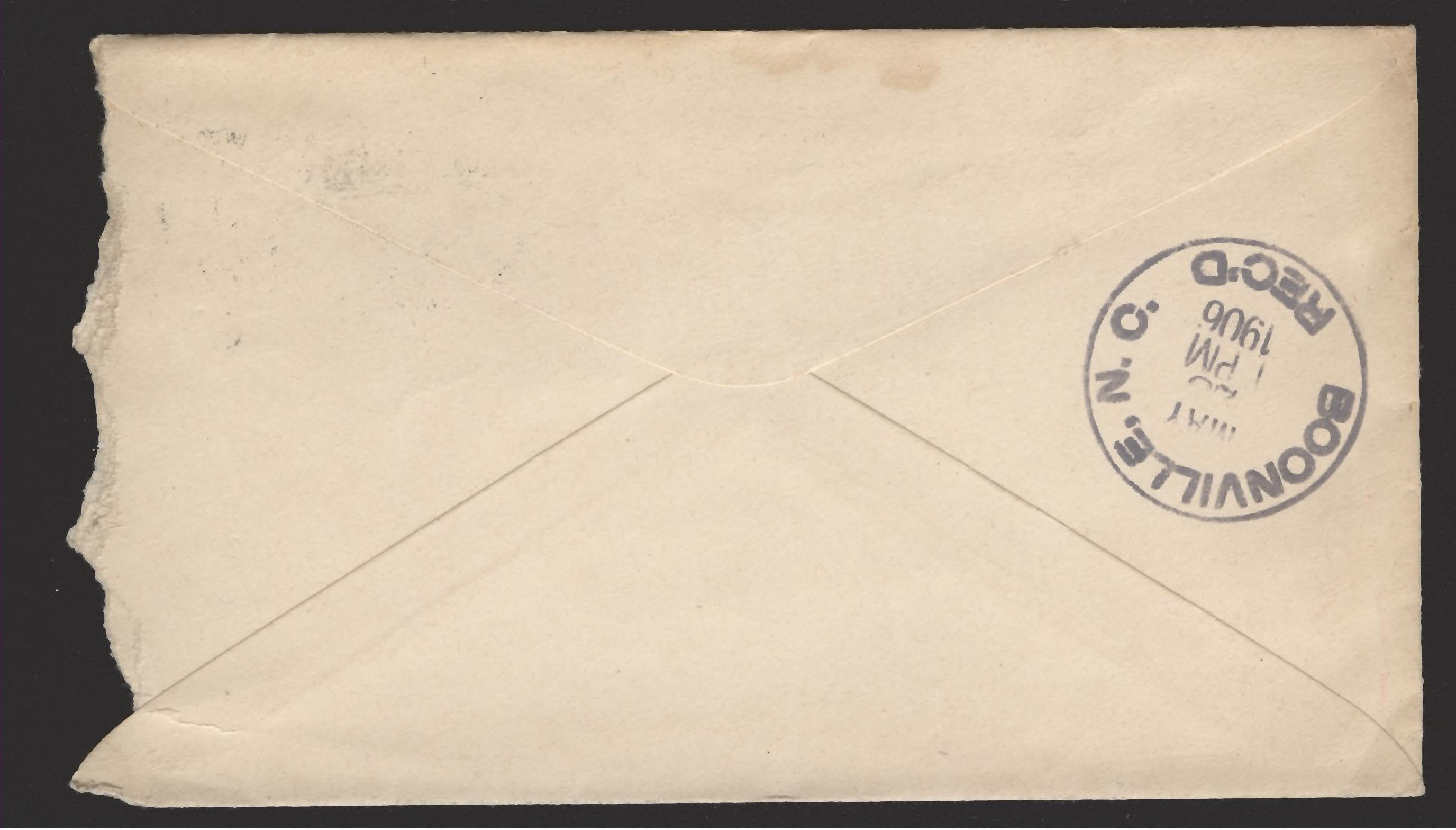
Зворотний бік.

## Стандартні розміри поштових конвертів
Найбільш поширеними розмірами паперових поштових конвертів є (в мм):
- С6 — 114×162 — конверт для пакування документів формату А6, 1/4 аркуша А4 або лист А4, зігнутий 2 рази навпіл
- Е65 (DL) — 110×220 — це так званий євроконверт у нього вкладаються документи 1/3 аркуша формату А4 або лист формату А4, складений втричі
- C65 — 114×229
- C5 — 162×229 — конверт для пакування документів в половину аркуша А4 або лист А4, зігнутий навпіл
- K6 — 125×125 (для CD)
- C4 — 229×324 — конверт для пакування документів формату А4
- B4 — 250×353
- E4 — 280×400

## Огляд

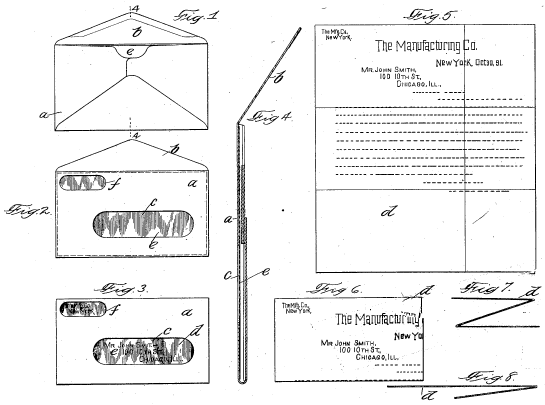
Патентний малюнок конверта Америкуса Каллагана, 1902

«Віконні» конверти з лицьового боку, мають вирізаний отвір, що дозволяє бачити папір усередині. Зазвичай віконце розташовано так, що адресу адресата, надруковану на листі, видно, отже дублювати цей текст на самому конверті не потрібно. Віконце зазвичай покрите прозорою або напівпрозорою плівкою для захисту паперу, цю модель конверта розробив Америкус Каллаган 1901 року та запатентував 1902-го.
Іноді через нестачу матеріалу чи економію виготовлялись конверти, що не мали плівки. Винайдений в Європі 1905 року процес, передбачав використання гарячої олії для того, щоби просякнути ділянку конверта з адресою. Оброблена область стала напівпрозорою, а адреса — читабельною.

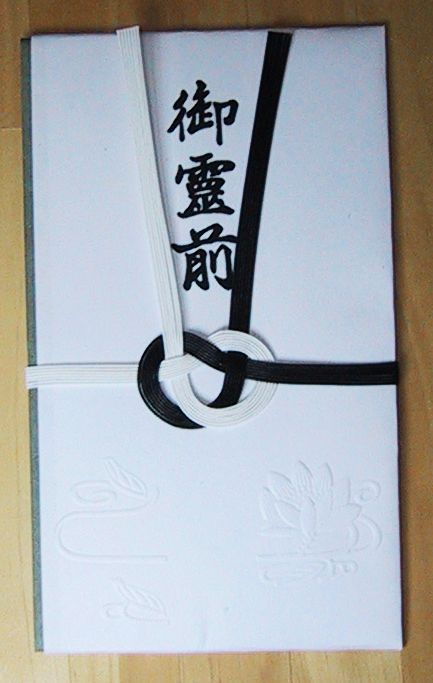
Японський похоронний конверт, який використовується для передачі грошей родині померлої людини. Білі й чорні мотузки символізують смерть. Для весілля в Японії використовуються схожі конверти з червоними та срібними шнурами.

Британська реформа пошти та запуск послуги «Пенні пост» 1840 року, стосувалася й «конверта» у формі бланка. За бажанням цей лист можна було надіслати як звичайний конверт, якщо сумарна вага не перевищує пів-унції (14 грамів). Це було зроблено з огляду на попередню систему оцінки поштових витрат, яка частково залежала від кількості використовуваних аркушів паперу.
Під час Громадянської війни США військовослужбовці армії Конфедерації періодично використовували конверти, зроблені з шпалер, через фінансові труднощі.
«Конверт з поверненням» — це заповнений менший конверт, який міститься в більшому конверті. Його можна використовувати для відповіді, яка не вимагатиме оплати.
До 1840 року всі конверти було виготовлено вручну, кожен окремо вирізаний конверт мав форму прямокутного аркуша. 1845 р. Едвін Хілл та Уоррен де ла Рю отримали патент на машину з паровим приводом, яка не тільки вирізала конверти з паперу, але й складала їх. Зручність таких аркушів підвищила популярність цих конвертів, а значення фабрик з ручного виготовлення конвертів поступово зменшувалося.